# David (ur. 1944)
David Benedito Magalhaes (ur. 14 czerwca 1944 w Campinas) − piłkarz brazylijski, występujący na pozycji napastnika.

## Kariera klubowa
Karierę piłkarską David rozpoczął w XV de Jau w 1960 roku. W latach sześćdziesiątych występował kolejno w Noroeste Bauru, Ferroviárii Araraquara, SC Corinthians Paulista, SC Internacional i Cruzeiro EC. Z Cruzeiro trzykrotnie zdobył mistrzostwo stanu Minas Gerais – Campeonato Mineiro w 1967, 1968 i 1969 roku. W latach 1970–1971 występował w Santosie FC.
W Santosie 8 sierpnia 1971 w zremisowanym 0-0 wyjazdowym meczu z EC Bahia David zadebiutował w lidze brazylijskiej. W następnych dwóch latach występował w Londrinie i Vitórii Salvador. W Vitórii 9 lutego 1974 w przegranym 0-1 meczu z Grêmio Porto Alegre David po raz ostatni wystąpił w lidze. Ogółem w lidze brazylijskiej rozegrał 55 spotkaniach, w których strzelił 3 bramki. Karierę zakończył w 1976 roku w Saad São Caetano do Sul.

## Kariera reprezentacyjna
W reprezentacji Brazylii David zadebiutował 17 kwietnia 1966 w wygranym 1-0 meczu z reprezentacją Chile w Copa Bernardo O'Higgins 1966. Drugi i ostatni raz w reprezentacji David wystąpił trzy dni później w przegranym 1-2 meczu z tym samym rywalem.
| Mecze i gole w reprezentacji | Mecze i gole w reprezentacji | Mecze i gole w reprezentacji | Mecze i gole w reprezentacji | Mecze i gole w reprezentacji | Mecze i gole w reprezentacji | Mecze i gole w reprezentacji |
| #                            | Data                         | Miasto                       | Przeciwnik                   | Gol                          | Wynik                        | Rozgrywki                    |
| ---------------------------- | ---------------------------- | ---------------------------- | ---------------------------- | ---------------------------- | ---------------------------- | ---------------------------- |
| 1.                           | 17.04.1966                   | Santiago                     | Chile                        |                              | 1:0                          | Copa Bernardo O'Higgins 1966 |
| 2.                           | 20.04.1966                   | Santiago                     | Chile                        |                              | 1:2                          | Copa Bernardo O'Higgins 1966 |